# Paul Cominges
Paul Cominges (Lima, 24 de julho de 1975) é um ex-futebolista peruano que atuava como atacante.

## Carreira
Paul Cominges integrou a Seleção Peruana de Futebol na Copa América de 1997.